# Paul Scholes
Paul Aaron Scholes (pronunciación: /ˈpɔːl ˈskoʊlz/) (Salford, Inglaterra, 16 de noviembre de 1974) es un exfutbolista, entrenador y comentarista británico de ascendencia irlandesa, que jugaba como centrocampista. Jugó toda su carrera en el Manchester United F. C. desde 1993 hasta su retiro en 2013. Ganó 29 títulos, incluidos 11 Premier Leagues, 4 FA Cups, 7 Community Shields, 3 EFL Cups, 2 UEFA Champions Leagues, 1 Copa Intercontinental y 1 Copa Mundial de Clubes.
Es ampliamente considerado como uno de los mejores centrocampistas de su generación y uno de los mejores jugadores del Manchester United F. C. de todos los tiempos, famoso por sus habilidades técnicas, pases precisos, movimientos inteligentes, potentes disparos desde larga distancia y capacidad goleadora.
En 2014, adquirió el 10% del Salford City F. C.

## Trayectoria
Paul Scholes nació el 16 de noviembre de 1974 en Salford, Gran Manchester. Es de ascendencia irlandesa e irlandesa del norte. Por parte de madre, su abuela era irlandesa, mientras que su abuelo era de Irlanda del Norte. La familia se trasladó a Langley, Greater Manchester, cuando él tenía 18 meses, donde vivió en Bowness Road y Talkin Drive. Estudió en la St Mary's RC Primary School de Langley. El primer equipo en el que jugó fue Langley Furrow. Scholes también destacó en el críquet. A los 14 años empezó a entrenar con el Manchester United. Más tarde se incorporó como aprendiz al salir del Cardinal Langley Roman Catholic High School en Middleton durante el verano de 1991. En su último curso en el colegio, fue seleccionado para representar a las Escuelas Nacionales de Gran Bretaña en fútbol.
Scholes pasó por la academia del Manchester United como uno de los Fergie's Fledglings, un grupo de jugadores reclutados por el club bajo la dirección de Alex Ferguson. Debutó con el primer equipo en la temporada 1994-95. Llegó a disputar 718 partidos con el club, el tercer mayor número de partidos por un jugador. Anunció su retirada como jugador en mayo de 2011y fue nombrado entrenador del Manchester United. Volvió a jugar en enero de 2012, y jugó una temporada más para el club antes de retirarse de nuevo en mayo de 2013.
En la temporada 2010/2011 de la Premier League, Scholes logró anotar su gol número 150, en un partido donde su equipo empató con el Fulham. Al final de la misma temporada, disputó unos minutos en la final de la Liga de Campeones, que su equipo perdió 3-1 con el FC Barcelona. Tres días después anunció su retiro del fútbol profesional. El 8 de enero de 2012, Paul Scholes regresa a la disciplina del Manchester United entrando en el segundo tiempo frente al Manchester City en un partido de la FA Cup, Paul regresó a la actividad con efecto inmediato tras reconsiderar su postura de retirarse al final de la pasada temporada. "Es genial tenerlo de vuelta", ha declarado Alex Ferguson. El 11 de mayo de 2013 se confirma que se retira definitivamente del fútbol al final de la campaña.
Volvió a jugar profesionalmente pero en la modalidad de fútbol sala en la Premier Futsal League de la India, cuando en 2016 y 2017 fue capitán del Bengaluru Royals.
El primer cargo directivo de Scholes fue en el Oldham Athletic, durante 31 días en febrero y marzo de 2019. En 2020, tuvo un breve paso como entrenador interino del Salford City.

## Selección nacional
Scholes disputó cuatro partidos con la selección nacional sub-18 de Inglaterra, en los que marcó un gol, todos ellos en 1993. Marcó de penalti en su debut con el equipo, el 30 de marzo de 1993, en la victoria por 4-2 sobre Dinamarca en un Amistoso en el Victoria Ground. Formó parte de la selección inglesa que ganó el Campeonato de Europa Sub-18 de la UEFA 1993, que se celebró en Inglaterra. Scholes jugó en tres de los cuatro partidos de Inglaterra en el torneo, incluida la final del 25 de julio en la que Inglaterra venció a Turquía por 1-0 en el City Ground.
Scholes debutó con la Selección absoluta de Inglaterra el 24 de mayo de 1997 como suplente en el minuto 63 contra la Selección nacional de fútbol de Sudáfrica en una victoria por 2-1 en Old Trafford en un amistoso. Marcó su primer gol con Inglaterra en su debut, en su segunda aparición, en una victoria por 2-0 sobre Italia el 4 de junio en el Stade de la Beaujoire en el Torneo de Francia 1997.
Scholes representó a la selección nacional de Inglaterra de 1997 a 2004, en 66 ocasiones y marcó 14 goles, y participó en la Copa Mundial de la FIFA 1998 y en la 2002. así como en las Eurocopas 2000 y 2004. Campeonato de Europa de la UEFA. Anunció su retirada del fútbol internacional en agosto de 2004, alegando que su vida familiar y su carrera en el Manchester United eran más importantes. Scholes hizo su primera aparición contra Sudáfrica en un amistoso con una victoria (2-1) en Old Trafford, siendo seleccionado para disputar el Mundial de Fútbol de 1998.
Su carrera internacional continuó tras la eliminación de Inglaterra de la Copa del Mundo a manos de Argentina tras una tanda de penaltis en la primera ronda eliminatoria. El 27 de marzo de 1999, Scholes logró un triplete para Inglaterra en un partido contra Polonia. Además, Scholes marcó los dos goles de la victoria por 2-0 de Inglaterra en Hampden Park contra la selección nacional de fútbol de Escocia en el partido de ida de la eliminatoria de repesca de la Eurocopa 2000, que supuso una victoria global por 2-1 y la clasificación para la fase final del torneo. Cuando fue expulsado frente a Suecia en Wembley en 1999, se convirtió en el primer jugador inglés en haber sido expulsado del antiguo Estadio de Wembley.
Con el cambio de siglo, Scholes se convirtió en un jugador destacado en el centro del campo de Inglaterra, llegando a ser titular en la Copa Mundial 2002. Sin embargo, inmediatamente antes de la Eurocopa 2004, Scholes fue desplazado a la izquierda del centro del campo para adaptarse a la pareja formada por Steven Gerrard y Frank Lampard en el centro del campo, y fue titular en la izquierda durante los cinco últimos partidos de su carrera internacional. Scholes anunció su retirada del fútbol internacional en agosto de 2004, alegando que su vida familiar y su carrera en el Manchester United eran más importantes. 
Tras la marcha del seleccionador de Inglaterra Sven-Göran Eriksson en 2006, se especuló con la posibilidad de que Scholes volviera a ser internacional con el nuevo seleccionador Steve McClaren. En octubre de 2006, McClaren declaró que había pedido personalmente a Scholes en dos ocasiones que se reincorporara a la selección inglesa, pero que Scholes se había negado. En mayo de 2010, el sucesor de McClaren, Fabio Capello, propuso a Scholes regresar al fútbol internacional en vísperas de la Mundial de 2010, pero Scholes volvió a rechazar la oferta, alegando que prefería pasar tiempo con su familia.  El 7 de junio de 2010, Scholes declaró que si Capello le hubiera dado más tiempo y se lo hubiera pedido antes, probablemente habría aprovechado la oportunidad.El 27 de julio, Scholes expresó su decepción por no haber aprovechado la oportunidad de jugar otro Mundial, afirmando que podría haber cometido un error.

### Participaciones en Copas del Mundo
| Copa              | Sede                  | Resultado        | Partidos | Goles |
| ----------------- | --------------------- | ---------------- | -------- | ----- |
| Copa Mundial 1998 | Francia               | Octavos de final | 4        | 1     |
| Copa Mundial 2002 | Corea del Sur y Japón | Cuartos de final | 5        | 1     |

### Participaciones en Eurocopas
| Copa          | Sede                     | Resultado        | Partidos | Goles |
| ------------- | ------------------------ | ---------------- | -------- | ----- |
| Eurocopa 2000 | Bélgica · y Países Bajos | Primera fase     | 3        | 1     |
| Eurocopa 2004 | Portugal                 | Cuartos de final | 4        | 1     |

## Estadísticas
| Club | Temporada     | Div.          | Liga  | Liga  | FA Cup | FA Cup | Copa de la Liga | Copa de la Liga | Torneos internacionales(1) | Torneos internacionales(1) | Otros(2) | Otros(2) | Total | Total |
| Club | Temporada     | Div.          | Part. | Goles | Part.  | Goles  | Part.           | Goles           | Part.                      | Goles                      | Part.    | Goles    | Part. | Goles |
| --- | ------------- | ------------- | ----- | ----- | ------ | ------ | --------------- | --------------- | -------------------------- | -------------------------- | -------- | -------- | ----- | ----- |
| Manchester United F. C. Inglaterra | 1994-95       | 1.ª           | 17    | 5     | 3      | 0      | 3               | 2               | 2                          | 0                          | 0        | 0        | 25    | 7     |
| Manchester United F. C. Inglaterra | 1995-96       | 1.ª           | 26    | 10    | 2      | 1      | 1               | 2               | 2                          | 1                          | —        | —        | 31    | 14    |
| Manchester United F. C. Inglaterra | 1996-97       | 1.ª           | 24    | 3     | 2      | 2      | 2               | 1               | 4                          | 0                          | 1        | 0        | 33    | 6     |
| Manchester United F. C. Inglaterra | 1997-98       | 1.ª           | 31    | 8     | 2      | 0      | 1               | 0               | 7                          | 2                          | 1        | 0        | 42    | 10    |
| Manchester United F. C. Inglaterra | 1998-99       | 1.ª           | 31    | 6     | 6      | 1      | 1               | 0               | 12                         | 4                          | 1        | 0        | 51    | 11    |
| Manchester United F. C. Inglaterra | 1999-00       | 1.ª           | 31    | 9     | —      | —      | 0               | 0               | 11                         | 3                          | 3        | 0        | 45    | 12    |
| Manchester United F. C. Inglaterra | 2000-01       | 1.ª           | 32    | 6     | 0      | 0      | 0               | 0               | 12                         | 6                          | 1        | 0        | 45    | 12    |
| Manchester United F. C. Inglaterra | 2001-02       | 1.ª           | 35    | 8     | 2      | 0      | 0               | 0               | 13                         | 1                          | 1        | 0        | 51    | 9     |
| Manchester United F. C. Inglaterra | 2002-03       | 1.ª           | 33    | 14    | 3      | 1      | 6               | 3               | 10                         | 2                          | —        | —        | 52    | 20    |
| Manchester United F. C. Inglaterra | 2003-04       | 1.ª           | 28    | 9     | 6      | 4      | 0               | 0               | 5                          | 1                          | 1        | 0        | 40    | 14    |
| Manchester United F. C. Inglaterra | 2004-05       | 1.ª           | 33    | 9     | 6      | 3      | 2               | 0               | 7                          | 0                          | 1        | 0        | 49    | 12    |
| Manchester United F. C. Inglaterra | 2005-06       | 1.ª           | 20    | 2     | 0      | 0      | 0               | 0               | 7                          | 1                          | —        | —        | 27    | 3     |
| Manchester United F. C. Inglaterra | 2006-07       | 1.ª           | 30    | 6     | 4      | 0      | 0               | 0               | 11                         | 1                          | —        | —        | 45    | 7     |
| Manchester United F. C. Inglaterra | 2007-08       | 1.ª           | 24    | 1     | 3      | 0      | 0               | 0               | 7                          | 1                          | 0        | 0        | 34    | 2     |
| Manchester United F. C. Inglaterra | 2008-09       | 1.ª           | 21    | 2     | 2      | 1      | 3               | 0               | 6                          | 0                          | 3        | 0        | 35    | 3     |
| Manchester United F. C. Inglaterra | 2009-10       | 1.ª           | 28    | 3     | 0      | 0      | 2               | 1               | 7                          | 3                          | 1        | 0        | 38    | 7     |
| Manchester United F. C. Inglaterra | 2010-11       | 1.ª           | 22    | 1     | 3      | 0      | 0               | 0               | 7                          | 0                          | 1        | 0        | 33    | 1     |
| Manchester United F. C. Inglaterra | 2011-12       | 1.ª           | 17    | 4     | 2      | 0      | 0               | 0               | 2                          | 0                          | 0        | 0        | 21    | 4     |
| Manchester United F. C. Inglaterra | 2012-13       | 1.ª           | 16    | 1     | 3      | 0      | 0               | 0               | 2                          | 0                          | —        | —        | 21    | 1     |
| Manchester United F. C. Inglaterra | Total carrera | Total carrera | 499   | 107   | 49     | 13     | 21              | 9               | 134                        | 26                         | 15       | 0        | 718   | 155   |
| (1) Incluye datos de la Liga de Campeones (1994-13) y Copa de la UEFA (1995-96). (2) Incluye datos de la Charity Shield/Community Shield (1996-11), Supercopa de Europa (1999-08), Copa Intercontinental (1999) y Copa Mundial de Clubes de la FIFA (2008). |               |               |       |       |        |        |                 |                 |                            |                            |          |          |       |       |

## Palmarés
| Equipo(s)             | Equipo(s)               | Nacionales | Nacionales | Nacionales | Nacionales      | Subtotal | Continentales | Continentales | Continentales | Mundiales | Subtotal | Total |
| --------------------- | ----------------------- | ---------- | ---------- | ---------- | --------------- | -------- | ------------- | ------------- | ------------- | --------- | -------- | ----- |
| Equipo(s)             | Equipo(s)               | Liga       | Copa       | Supercopa  | Copa de la Liga | Subtotal | C1            | C2            | S1            | M1        | Subtotal | Total |
| Bandera de Inglaterra | Manchester United F. C. |            |            |            |                 | 25       |               | –             | –             |           | 4        | 29    |
| Total                 | Total                   | 11         | 4          | 7          | 3               | 25       | 2             | –             | –             | 2         | 4        | 29    |

### Torneos internacionales sub
| Título                    | Club                | Sede       | Año  |
| ------------------------- | ------------------- | ---------- | ---- |
| Campeonato Europeo Sub-18 | Inglaterra (sub-18) | Inglaterra | 1993 |

### Competiciones amistosas
| Título            | Club                    | Sede    | Año  |
| ----------------- | ----------------------- | ------- | ---- |
| Torneo de Francia | Selección de Inglaterra | Francia | 1997 |